# Wiener Bewegungsspieler
Wiener Bewegungsspieler was een Oostenrijkse voetbalclub uit de hoofdstad Wenen. De club kwam oorspronkelijk uit het stadsdeel Hernals maar verhuisde later naar Sankt Marx. Tijdens 1911 en 1928 speelde de club twaalf seizoenen in de tweede klasse. 

## Geschiedenis
In 1909 werd de voetbalafdeling van de sportclub opgericht en in het allereerste kampioenschap in 1911/12 werd de club in de tweede klasse ingedeeld. In die tijd speelden enkel clubs uit Wenen en voorsteden van de hoofdstad in de officiële Oostenrijkse competitie. Na drie seizoenen degradeerde de club. De terugkeer kwam er in 1919/20. In 1922 werd de zevende plaats bereikt. Het beste seizoen was echter 1923/24 toen de club tweede werd achter SpC Rudolfshügel. In de ÖFB-Cup van dat jaar versloeg de club eersteklasser First Vienna met 2-1. De club bleef ook de volgende seizoenen goed meedraaien aan de top en in 1927/28 werd opnieuw een tweede plaats bereikt, dit keer achter SC Nicholson Wien. Sinds de invoering van het profvoetbal in 1924 kreeg de club echter te kampen met financiële problemen en werd opgeheven in 1928. 